# Dragon (Liamoo)
Dragon är en låt framförd av Liamoo i Melodifestivalen 2024. Låten som deltog i den andra deltävlingen, gick direkt vidare till final.
Låten är skriven av Anderz Wrethov, Jimmy Thörnfeldt, Julie Aagaard och artisten själv.